# Villa Angiolina
La Villa Angiolina est un manoir historique dans la station balnéaire croate d'Opatija (aussi : Sankt Jakobi, Abbazia). Avec son parc associé, la villa a constitué le point de départ du développement touristique de la ville.

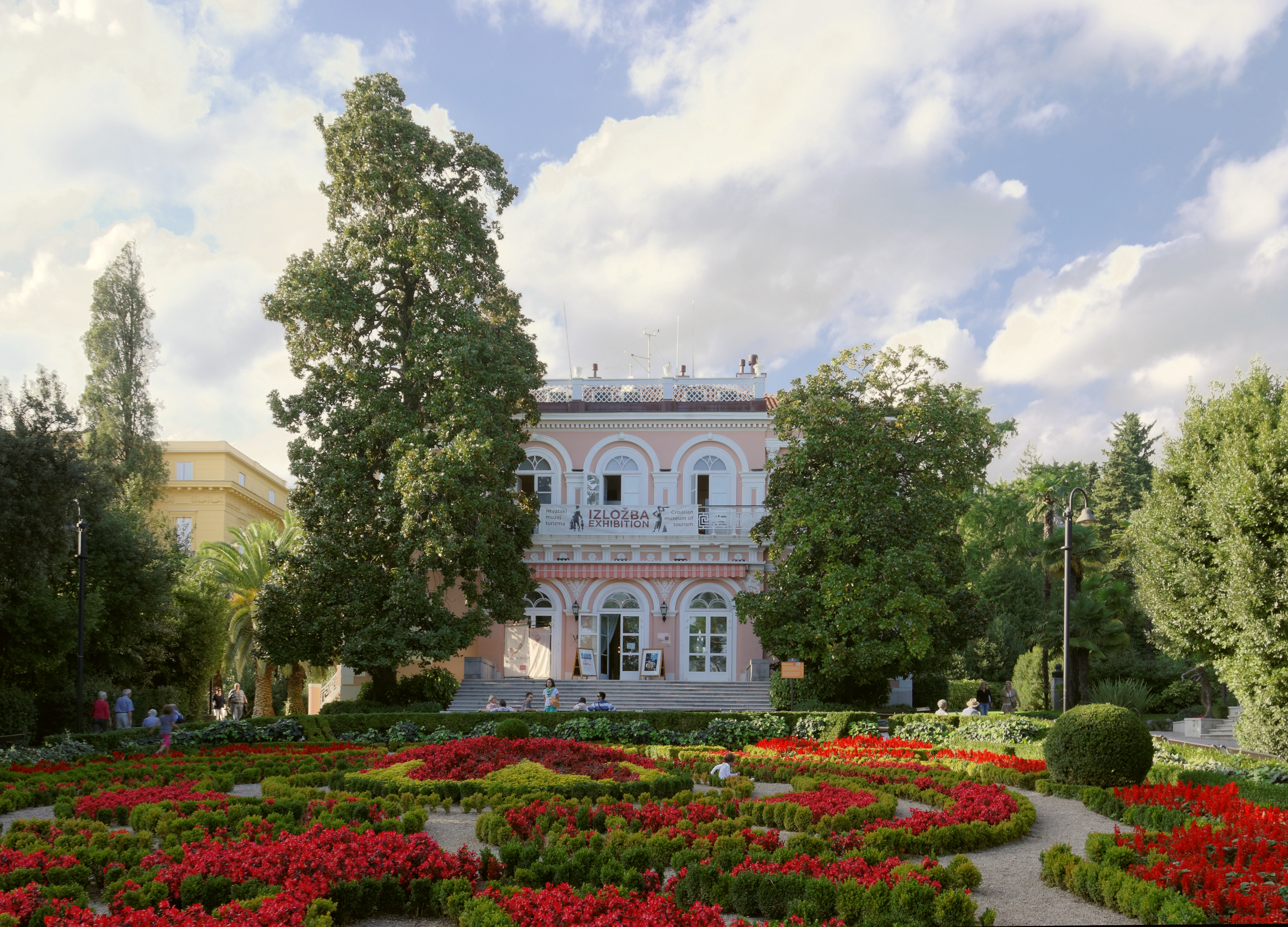
Villa Angiolina

## Histoire
Le constructeur est Iginio Scarpa (1794-1866), un riche patricien de l'époque de Fiume, négociant en bois et en blé et franc-maçon. Au début des années 1840, il achète le terrain pour seulement 700 florins, et y fait construire une villa dans le style Biedermeier tardif, à laquelle il donne le nom de  sa défunte épouse Angiolina, née Sartori, morte en 1832 à l'âge de 30 ans. L'architecte du bâtiment, achevé en 1844 ou 1845, est inconnu. Scarpa reçut de nombreux invités dans sa villa, dont l'écrivain voyageur Heinrich Noë (de) (1835-1896), la haute société de Fiume et même en 1850 le gouverneur et ban de Croatie Josip Jelačić et son épouse. Le fils d'Iginio, Paolo Scarpa, épousa en 1855 Maria von Bruck, la fille de Karl Ludwig von Bruck, ministre autrichien des Finances de 1855 à 1860. La Villa Angiolina est devenue un centre à la mode de la région grâce à ses riches propriétaires aux excellentes relations sociales. Les Scarpas y ont organisé des fêtes brillantes avec des feux d'artifice. C'est ainsi qu'ont été posées les bases du développement touristique ultérieur de la station balnéaire d'Opatija.
Par ailleurs, Paolo Scarpa défend l'idée de construire un sanatorium dès 1869 et prône un concept de développement touristique. Mais il manquait de capital. Après un échec commercial, il dut même vendre la villa au noble morave Viktor von Chorinsky en 1875. En 1882, celle-ci a été rachetée par la Südbahn, qui l'a transformée en une maison d'hôtes de luxe, où ont été notamment reçus le prince héritier Rodolphe d'Autriche et son épouse Stéphanie de Belgique. La Compagnie internationale des wagons-lits a fait partie des derniers propriétaires.
Une restauration effectuée en 2001 a ramené le grand salon à sa forme d'origine, d'avant les rénovations de 1886.

## Utilisation
Aujourd'hui, la Villa Angiolina est utilisée à des fins muséales. Dans la partie avant du rez-de-chaussée, le grand salon, le Musée croate du tourisme (Hrvatski Muzej Turizma) présente des expositions temporaires,,.
Une exposition permanente sur l'évolution du réseau ferroviaire et le tourisme qu'il a suscité est visible à l'étage supérieur.

## Parc
Le parc de 3,64 hectares est le parc central de la ville d'Opatija. Il a été conçu autour de la villa par Iginio Scarpa, grand amoureux de la nature, entre 1845 et 1860 et enrichi de nombreuses plantes exotiques comme les magnolias, les cèdres du Liban, les cyprès de l'Himalaya ou encore le camélia du Japon (Camelia japonica), devenu un repère pour Abbazia.
Le parc voisin de Saint-Jacques tire son nom du plus ancien bâtiment d'Opatija, l'église Saint-Jacques (Sv. Jakov), qui a été mentionnée pour la première fois dans un document historique de 1449.

## Littérature
- Carl Schubert : Le parc de l'Abbazia. Hartleben, Vienne 1894.
- Amir Muzur : Opatioja-Abbazia. Traverser l'espace et le temps. Rijeka 2000.
- Boris Zakosek : Beauté, chagrin et bénéfices. Dans : Miljenko Majnaric (éd.): Opatija. Zagreb 2005.